# Parc naturel d'Arribes du Duero
Le parc naturel d'Arribes du Duero est une aire protégée dans l'Ouest de l'Espagne, qui couvre 106 105 hectares des provinces de Salamanque et Zamora, dans la communauté autonome de Castille-et-León, près de la frontière portugaise.

## Présentation
Arribes, arribas et arribanzos sont les mots léonais utilisés pour designer la géomorphologie que présentent les cours d'eau Águeda, Duero, Esla, Huebra, Tormes et Uces sur ce terroir. Cela-ci se caractérise par une zone de dépression, d'altitude plus basse, et une autre de plaine, d'altitude plus élevée, étant les arribes les buttes escarpées qui se situent aux berges de ces fleuves.
Sur à peu près toute l'aire protégée, les encaissements des cours du fleuve Douro et de la rivière Águeda servent de frontière naturelle entre l'Espagne et le Portugal. Le gouvernement de Castille-et-León ajouta ce territoire à son réseau de parcs naturels le 11 avril 2002. Le gouvernement portugais fit de même avec sa partie un peu avant, le 11 mai 1998, sous la désignation parc naturel du Douro International.
Le 9 juin 2015 les deux parcs sont classés réserve de la biosphère transfrontalière par l'Unesco sous l'appellation Meseta Ibérica, auprès d'autres aires protégées espagnoles et portugaises, dont le parc naturel du lac de Sanabria et ses alentours sur le territoire espagnol et le parc naturel de Montesinho dans la partie portugaise, de même que différents espaces du Réseau Natura 2000.
Les profondes dénivellations de son orographie, le fort débit du Douro et les nombreux fleuves qui s'y jettent, ont promu cette zone comme l'un des endroits de plus haut potentiel hydroélectrique de toute la péninsule Ibérique. C'est pourquoi l'on a construit le réseau de barrages et réservoirs connus comme Saltos del Duero. Son orographie particulier est en outre la raison d'existence d'un microclimat méditerranéen inopiné.
Son emplacement frontalier, éloigné des grands noyaux urbains et avec peu d'infrastructures, a favorisé un processus continu de dépopulation de ses villages, même s'il a aussi permis la sauvegarde d'un grand patrimoine historique, culturel et naturel, parmi lequel ses paysage, architecture et mœurs se distinguent. Pendant les dernières années, avec la création du parc naturel, y ont été développées des initiatives d'investissement liées au tourisme et au commerce transfrontalier. Cette circonstance a démontré qu'il est nécessaire de stimuler l'habitat naturel, le patrimoine et les traditions socioculturels, qui constituent les principaux éléments stimulants de l'économie.

## Étymologie
Arribes, arribas et arribanzos sont des mots en langue léonaise, avec de dérivation du latin « ad ripa-ae », qui signifie sur le rivage. Arribas, au féminin « las arribas », était jadis utilisé dans les comtés de Sayago, Aliste et La Ribera, ainsi que sur la zone portugaise attenante, pour désigner les dépressions géographiques du Duero, Esla, Huebra, Tormes et Uces.

## Faune
Le parc est une zone de protection spéciale, reconnue par l'Union européenne pour des oiseaux tels que la cigogne noire.

## Démarcation
La délimitation du parc contient (total ou partialement) la superficie de 37 territoires communals:
- 24 appartenant à la province de Salamanque: Ahigal de los Aceiteros, Aldeadávila de la Ribera, Almendra, Barruecopardo, Bermellar, La Bouza, Cabeza del Caballo, Cerezal de Peñahorcada, La Fregeneda, Hinojosa de Duero, Lumbrales, Masueco, Mieza, La Peña, Pereña de la Ribera, Puerto Seguro, Saldeana, San Felices de los Gallegos, Saucelle, Sobradillo, Trabanca, Villarino de los Aires, Vilvestre et La Zarza de Pumareda.

- 13 appartenant à la province de Zamora: Argañín, Fariza, Fermoselle, Fonfría, Gamones, Moral de Sayago, Moralina, Pino del Oro, Torregamones, Villadepera, Villalcampo, Villar del Buey et Villardiegua de la Ribera.

## Patrimoine

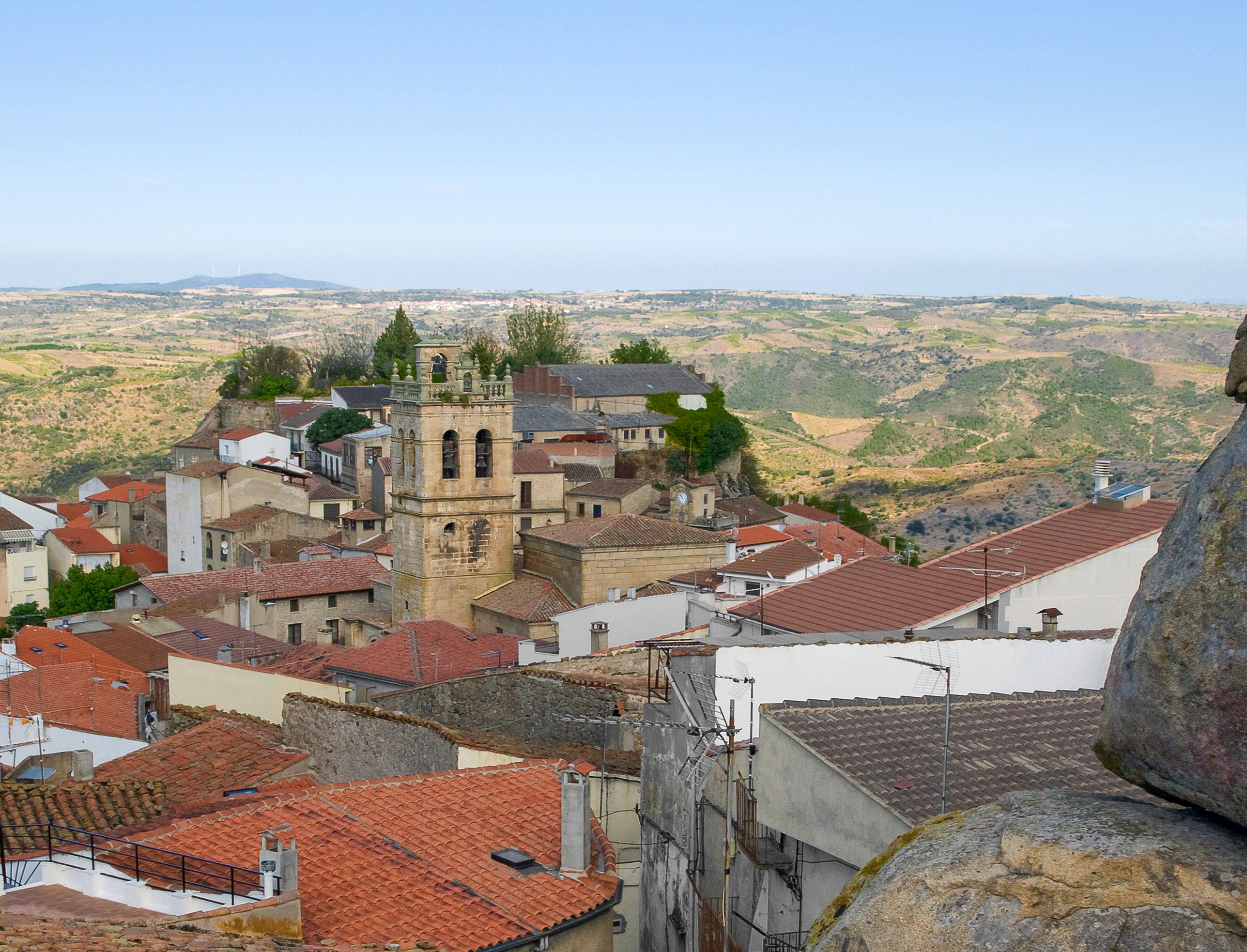
Vue du village de Fermoselle, depuis le belvédère d'El Torojón.

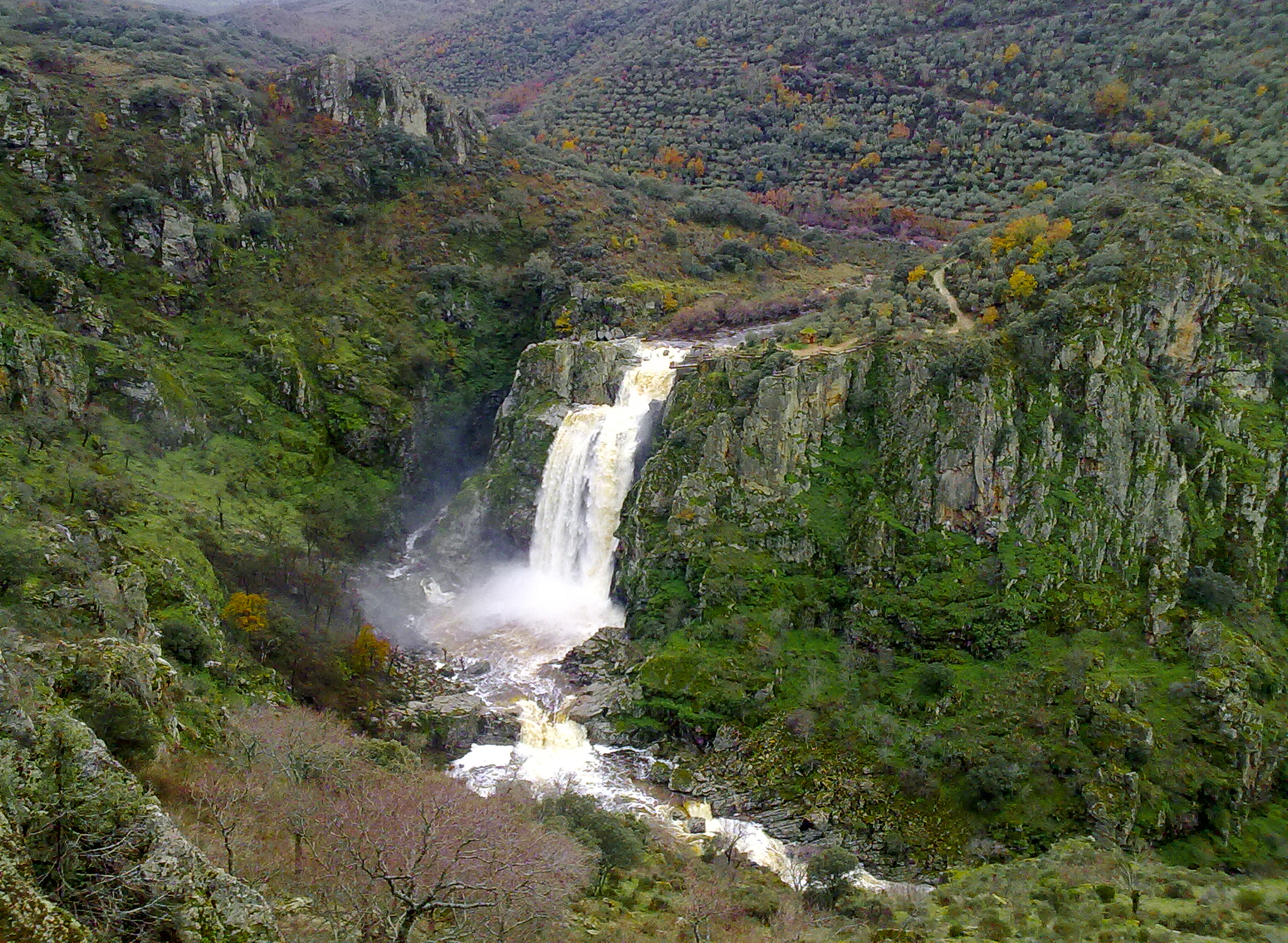
Le Pozo de los Humos, sur les arribes du fleuve Uces, près des villages de Masueco et Pereña de la Ribera.

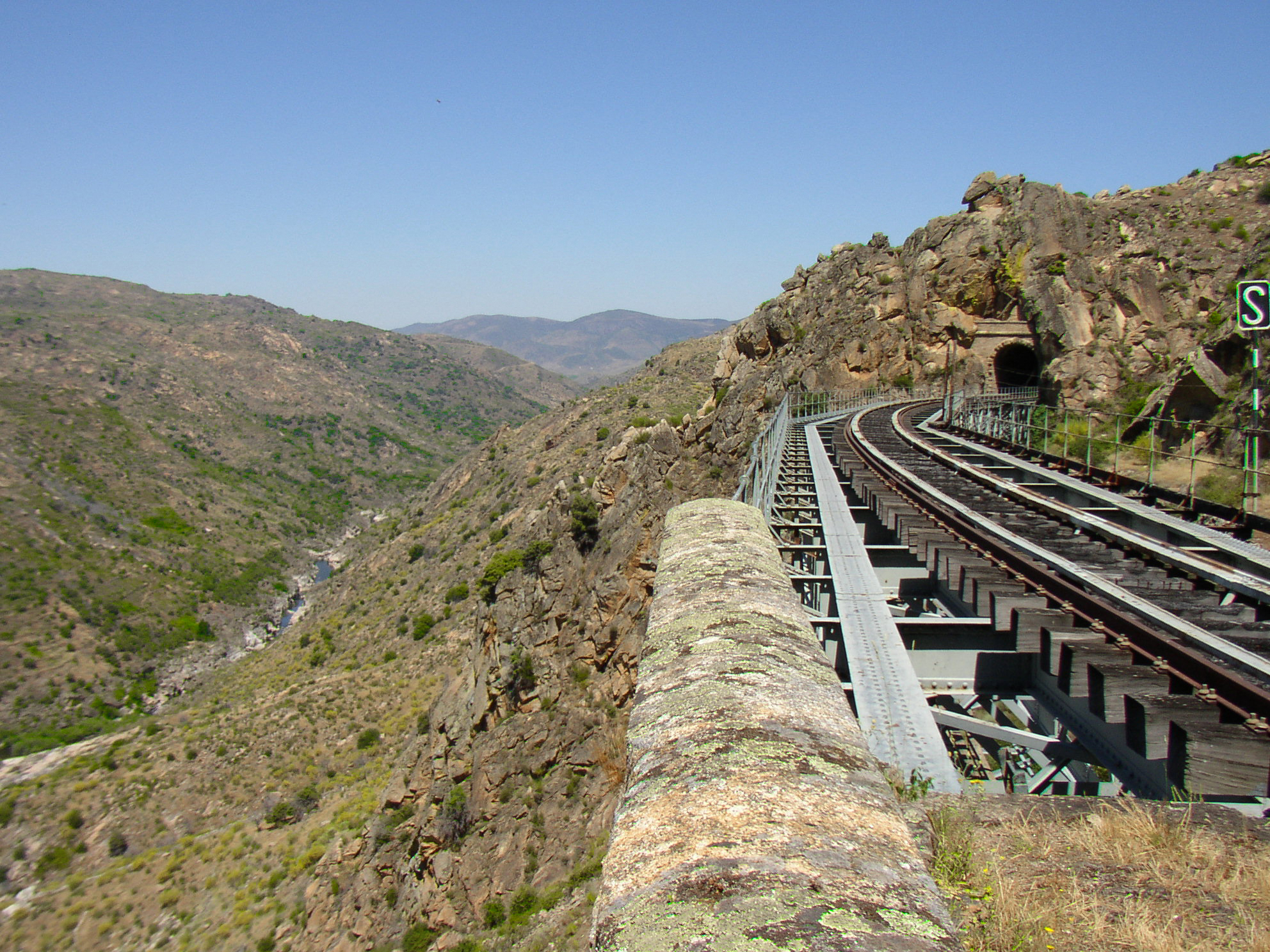
Camino de Hierro de La Fregeneda, a l'ouest du comté d'El Abadengo.

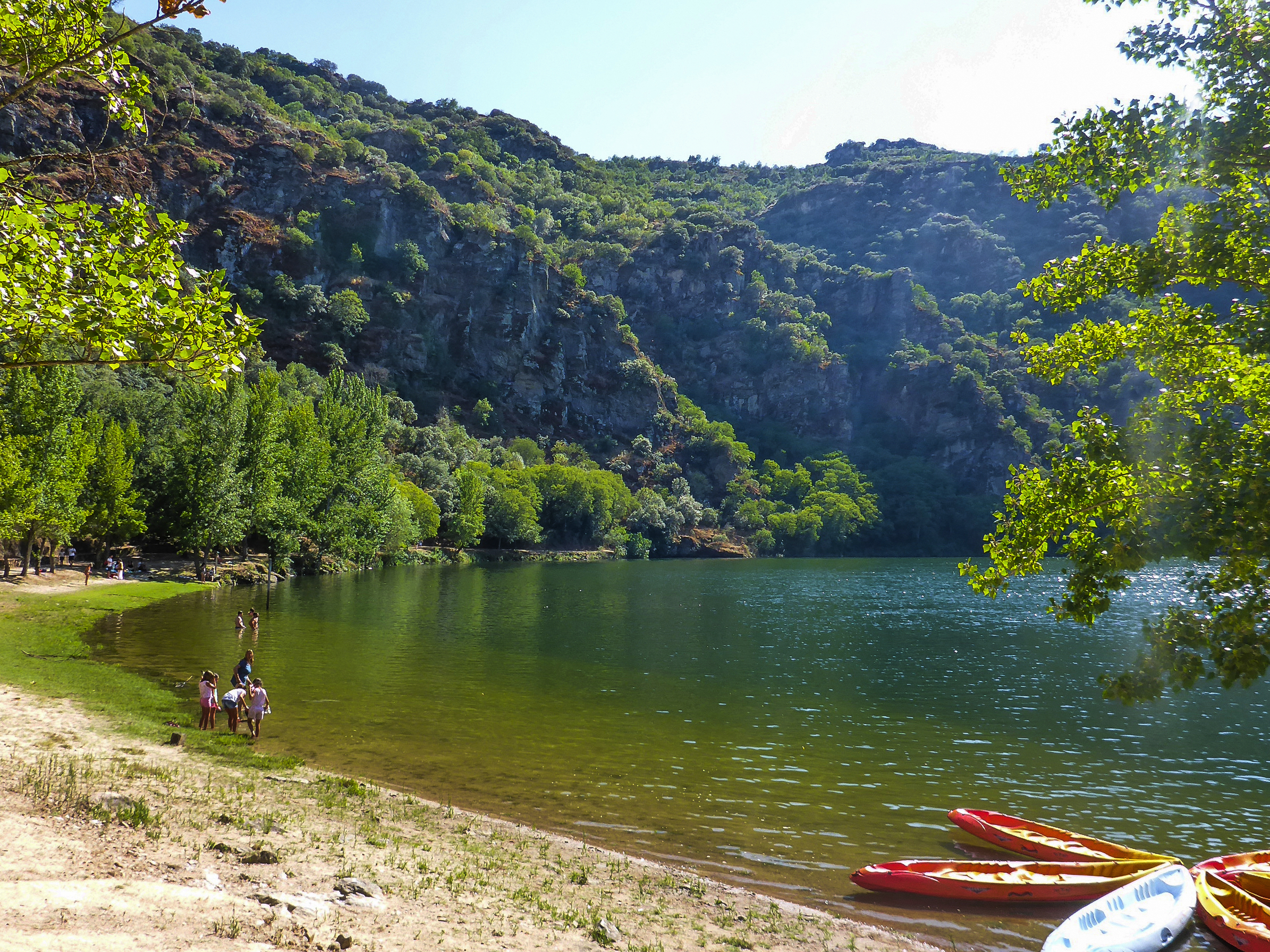
Plage du Rostro, à Corporario.

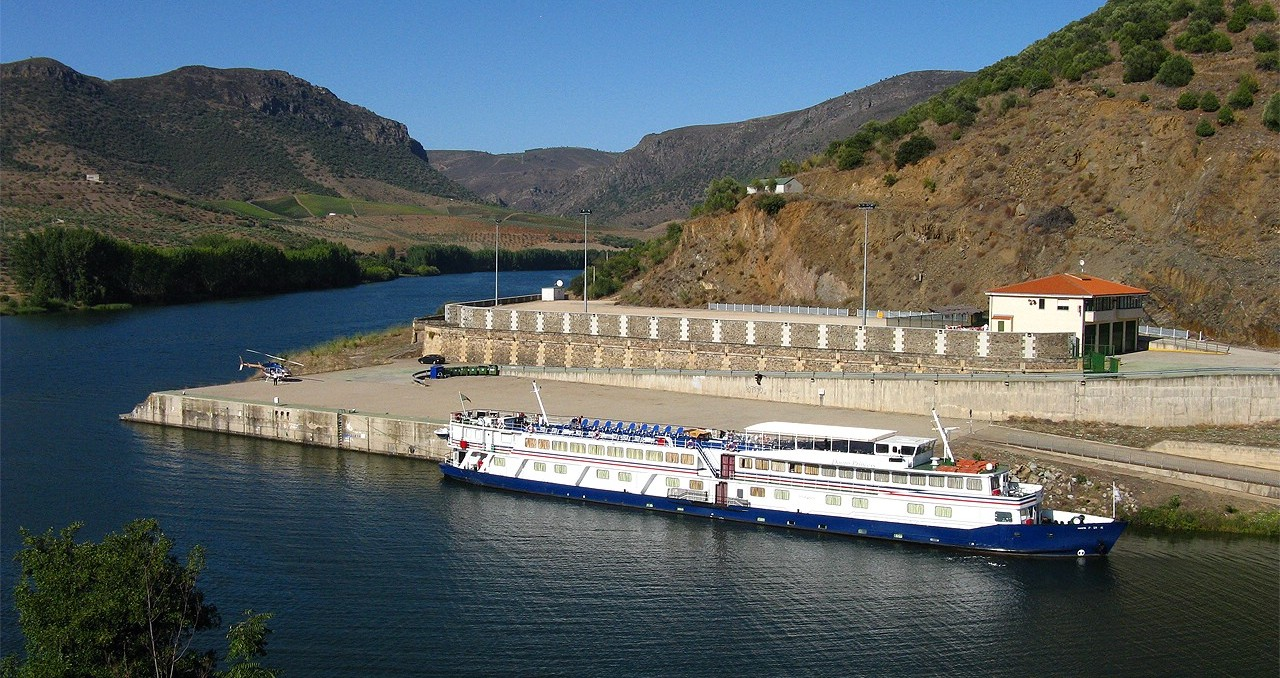
Quai de Vega Terrón, à La Fregeneda.

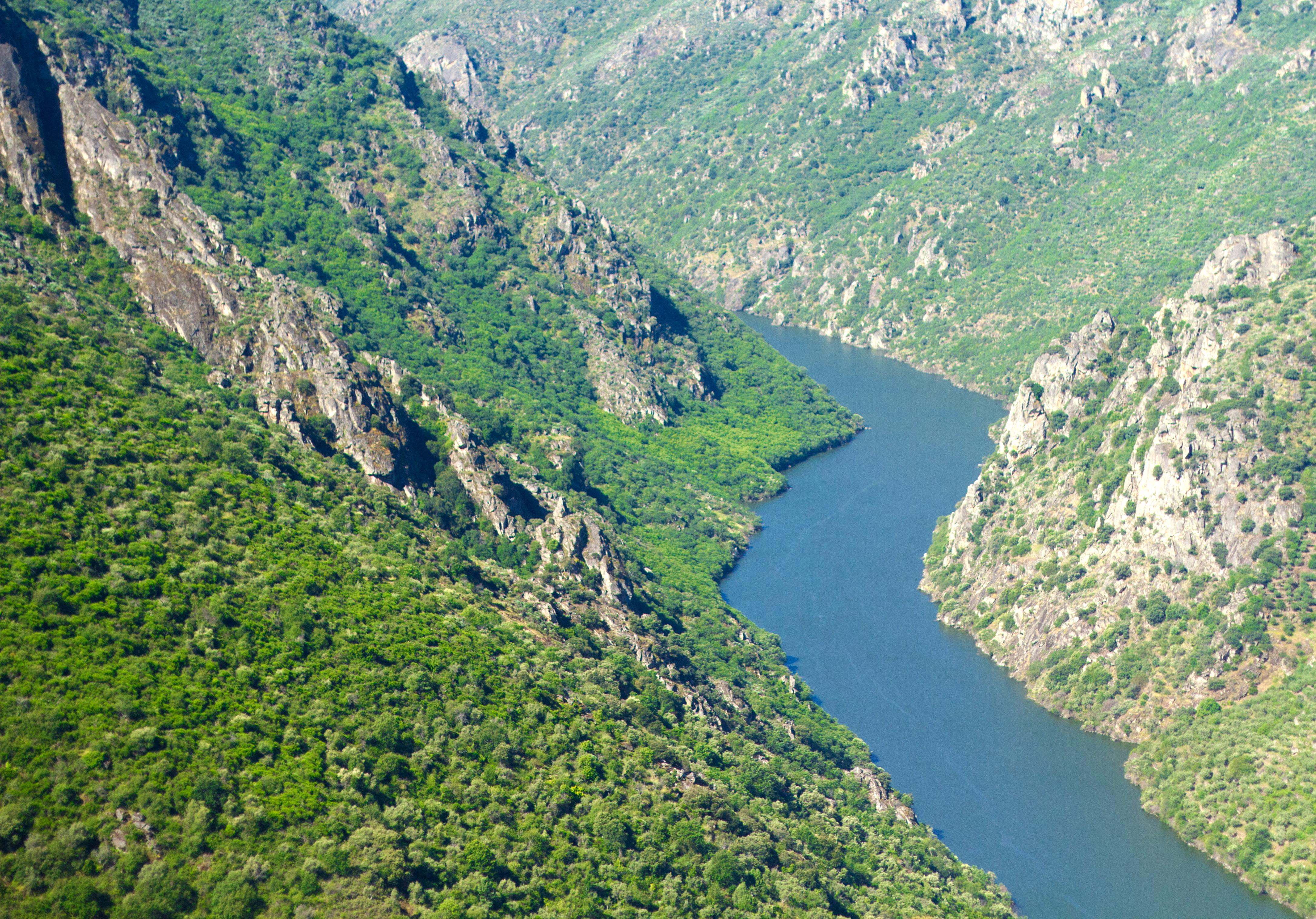
Vue depuis le belvédère du Colagón del Tío Paco, à Mieza.

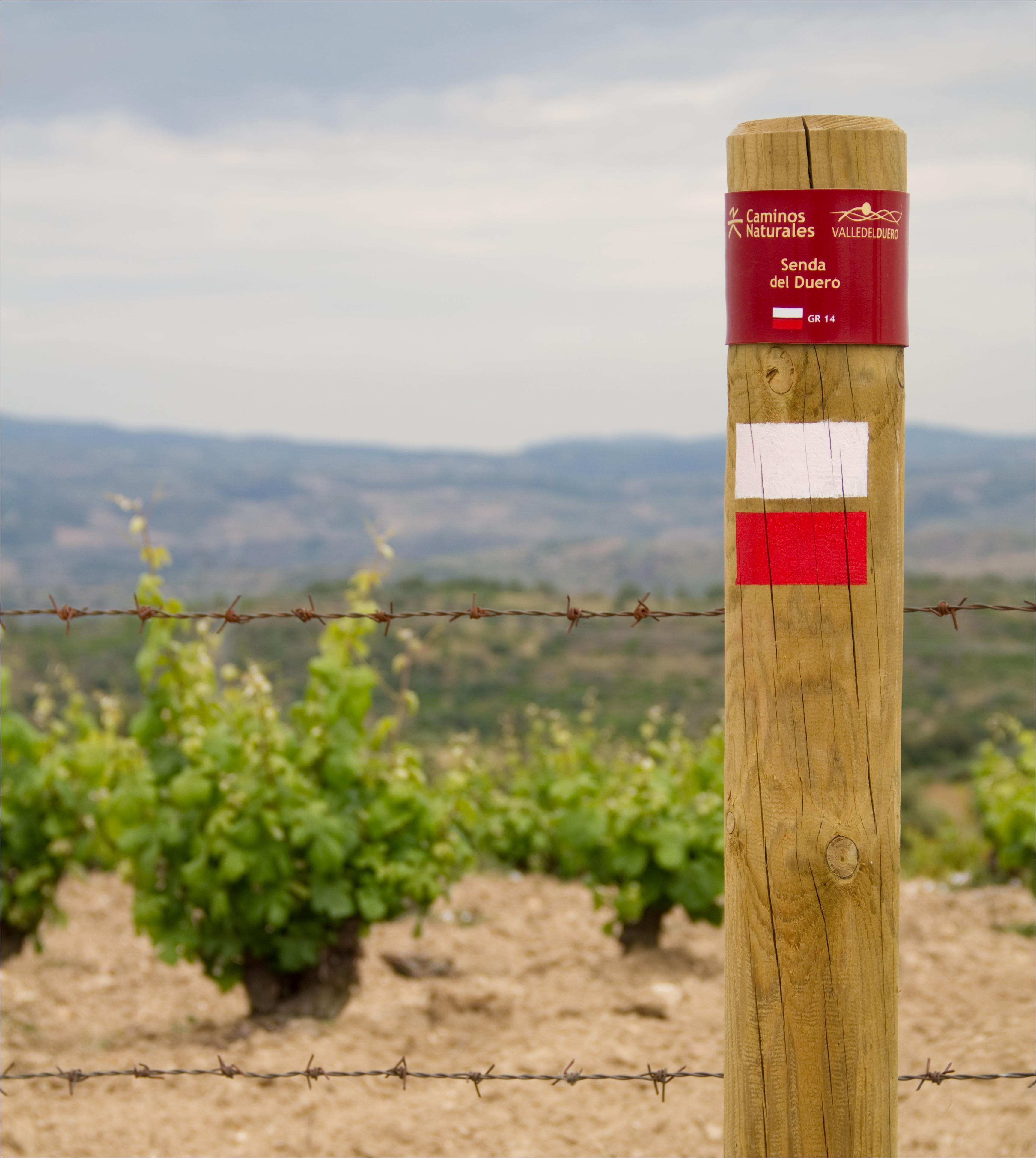
Balise du sentier de grande radonée GR-14 sur un champ de vinges à Pereña.

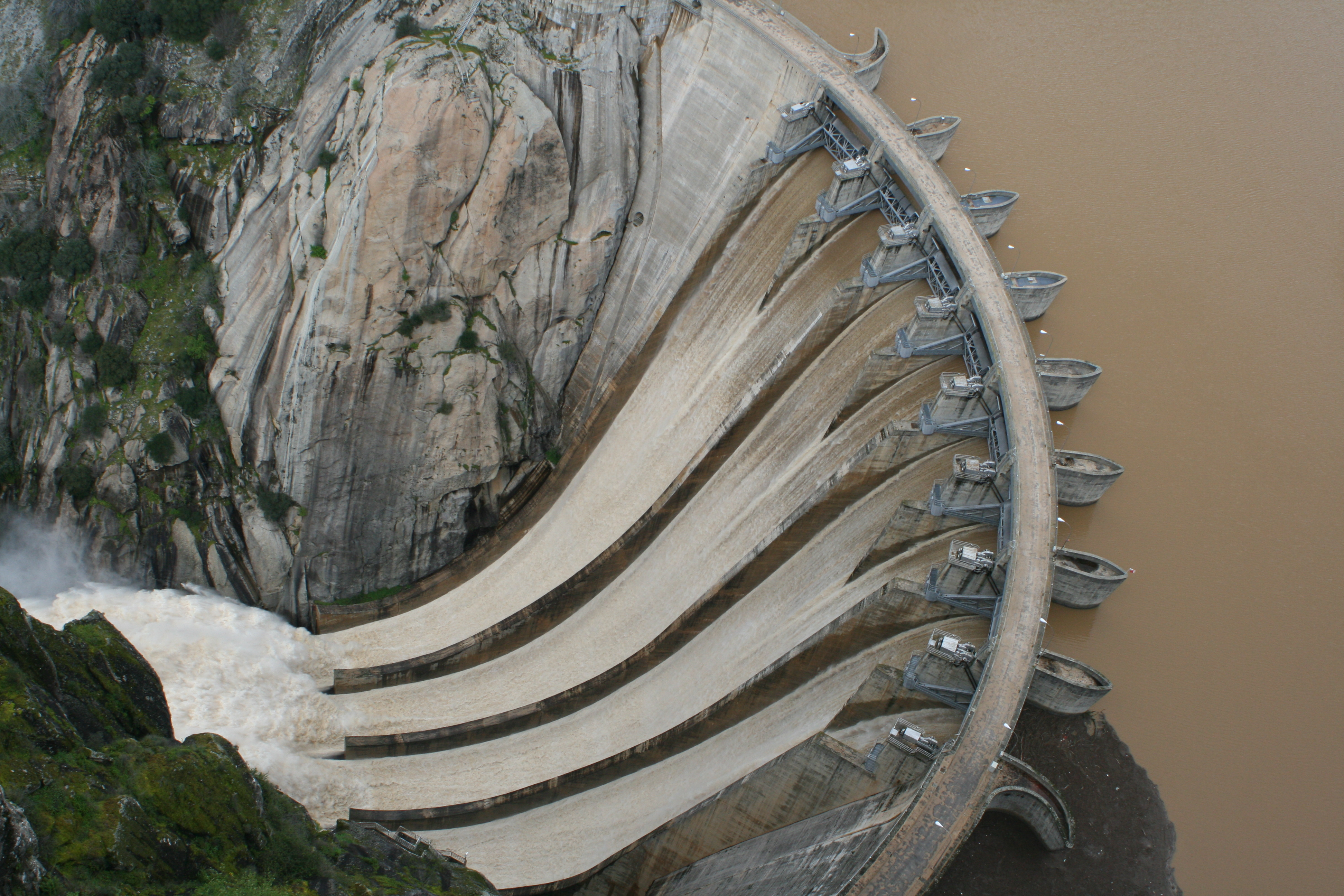
Barrage d'Aldeadávila.

Fermoselle et San Felices de los Gallegos sont classés ensemble historique. Ils étaient fortifiés dû à sa situation stratégique et bientôt s'étaient distingués comme d'importants fiefs défensifs frontaliers. Ils constituent deux exemples de conservation de l'architecture traditionnelle de la zone.
Parmi les quatre châteaux que compte le parc, le plus conservé c'est celui de San Felices de los Gallegos. Plus détériorés sont ceux de Fermoselle et Vilvestre, dont les fondations et une partie d'un mur sont sauvegardés. Du château de Sobradillo le donjon demeure, c'est où le bureau de tourisme salmantine du parc a été installé. Le Fuerte Nuevo de Torregamones se dresse en tant qu'exemple d'édification militaire défensive. 
Mis à part ce qui a été déjà évoqué, il est aussi protégé en tant que patrimoine culturel de la Junta de Castille-et-León, et comme cela figure sur son catalogue, l'art pariétal de la grotte de Palla Rubia à Pereña de la Ribera et du château de Vilvestre, les zones archéologiques du lieu dépeuplé du Castillo de Moncalvo à Hinojosa de Duero, du Castro de Las Merchanas à Lumbrales, du Castro de El Castillo à Saldeana et du mont de Santiago à Villalcampo ainsi que l'église de Nuestra Señora de la Asunción à Fermoselle et le rollo jurisdiccional de Vilvestre.
Le Camino de Hierro est un tronçon de voie désaffectée s'étendant depuis le village espagnol de La Fregeneda jusqu'au village portugais de Barca d'Alva. Ses 20 tunnels et 12 ponts traversant les arribes de la rivière Águeda font distinguer cette infrastructure en tant qu'important endroit d'attirance touristique. Depuis l'année 2000, toute la ligne est nommée bien d'intérêt culturel, depuis La Fuente de San Esteban jusqu'à Barca d'Alva.
À part ce patrimoine qui possède une protection légale spécifique, il existe des lieux qui reflètent les traits distinctifs de l'identité culturelle du parc naturel des arribes. Parmi ceux-ci, les caves souterraines de Fermoselle se distinguent, façonnées dans la roche souterraine, formant une citadelle sous terre, avec des entrées étroites qui s'achèvent dans de grandes galeries, soutenues par des arches en plein cintre.
L'ancienne infrastructure ferroviaire attire beaucoup de touristes, mais aussi les barrages des centrales hydroélectriques. Le barrage d'Aldeadávila, le barrage d'Almendra, le barrage de Castro, le barrage de Ricobayo, le barrage de Saucelle et le barrage de Villalcampo sont notamment visités à cause du spectacle des travaux et des vues qu'ils proposent. Les hameaux dressés auprès des barrages se distinguent pour leur grand potentiel touristique. Ils furent bâtis afin d'héberger les ouvriers des chantiers. Le Salto de Aldeadávila se distingue par le couvent de La Verde, le Salto de Saucelle pour être devenu un complexe hôtelier et le Salto du Castro, maintenant inhabité et abandonné, offre une image pittoresque du lieu. Le pont de Requejo est digne d'être évoqué. Il était construit pour lier les comtés de Sayago et Aliste à travers des communes de Pino del Oro et Villadepera. Lorsqu'il fut inauguré en 1914, il fut placé au top de ceux de son type en Europe à raison de ses 120 mètres de portée.
Des autres endroits qui se remarquent peuvent être les quatre moulins à eau de Badilla, le Puente Grande de Fariza, les moulins du Arroyo Grande à Saldeana, les Hornos de Rieta la Encina à Fornillos de Fermoselle, la tour de San Leonardo et le Puente del Ojo à Hinojosa de Duero, l'itinéraire des moulins à Moral de Sayago, la Majada La Arena à Saucelle, les chiviteros et l'itinéraire des moulins de Torregamones, le Molino del Cubo en Villadepera et l'infrastructure désaffectée de la ligne de chemin de fer Pocinho - La Fuente de San Esteban. La mine Dorinda à Carbajosa et la mine d'El Carrascal à Villadepera prétendent à être des lieux touristiques également. 
«La Peña Gorda» est un gigantesque rocher en granite de 40 mètres de hauteur et 70 de diamètre, situé dans la paroi salmantine de La Peña. Ce rocher est singulier par ses dimensions, il permet d'avoir à son sommet des vues très larges et devient un lieu parfait pour la pratique de l'escalade.
Les quais de Corporario et Vilvestre, d'où des promenades en bateau sont menées, ont récemment émergé en tant que centres d'intérêt touristique, ainsi que les Centres BTT et de geocaching situés à Aldeadávila, Bañobárez, Barruecopardo, Hinojosa de Duero, Pereña, Saucelle, Sobradillo et Villarino de los Aires, le parc multiadventures de San Felices où l'observatoire de Saucelle qui, en profitant de la faible pollution lumineuse, essaye d'attirer ceux intéressés par l'astronomie. À Saucelle il existe d'ailleurs l'itinéraire de Las Lavanderas, un parcours circulaire guidé par des codes QR contenant des renseignements sur la flore et la faune de la zone. Il s'achève à un ancien lavoir, qui se trouve aujourd'hui restauré en tant que jardin botanique intérieur.
La vallée où les fleuves Duero et Tormes convergent se distingue par son paysage, ainsi que celle située entre Fermoselle et Villarino de los Aires, qui est connue populairement comme Ambasaguas ou Las Dos Aguas, et celle où les fleuves de la partie salmantine se jettent dans le Duero. Celle de Barca d'Alva est très visitée à raison d'être le lieu où se place le quai de Vega Terrón, où les croisières en provenance du Duero portugais arrivent. C'est sur ce point où les cours d'eau Águeda et Duero confluent et il se distingue aussi pour être le point où le pont international ferroviaire a été bâti. Une autre vallée qui mérite d'être mis en valeur par son paysage est celle du barrage de Saucelle, qui se trouve à l'endroit où le Huebra se jette dans le Duero.
Les plages fluviales ressortent aussi touristiquement. La plus aménagée pour se baigner est celle du Rostro, à Corporario. Il en a été aussi aménagé une autre sur l'embouchure du Águeda dans le Duero, dans le territorie communal de La Fregeneda. Dans l'espace de La Cicutina de Fermoselle, il existe un recoin sur le Tormes, auprès le pont de San Lorenzo où quelques personnes se baignent. Depuis le quai de La Barca, à Vilvestre, des  parcours en navire sont organisés  jusqu'à la plage portugaise de la Congida. À Aldeadávila, une plage a été aménagée dans l'Área Recreativa de El Rocoso.
Il existe aussi sur ce terroir, le sentier de grande randonnée GR-14 qui suit le cours du Duero depuis sa source jusqu'à Porto.

### Belvédères
La particularité de l'orographie de la zone comporte l'existence de nombreux belvédères naturels depuis où l'on peut contempler de vues panoramiques, quelques-uns ont été notamment aménagés et possèdent un accès adapté pour des handicapés, ainsi que des points informatifs sur le paysage.

#### Province de Salamanque
- Ahigal de los Aceiteros: le belvédère de la Chaire-des-Sœurs.
- Aldeadávila de la Ribera: le belvédère du Moine, le belvédère de Lastrón, le belvédère du Pigeonnier, le belvédère du Picón de Felipe, le belvédère du Picón de Mariota (Corporario), le belvédère du barrage d'Aldeadávila, le belvédère de Rupurupay, le belvédère de Rupitín et le belvédère de la Vigne Fermée
- Almendra: le belvédère du barrage d'Almendra.
- Barruecopardo: le belvédère du Château.
- Hinojosa de Duero: le belvédère du Cachón del Camaces, le belvédère de la Contrabande, le belvédère de la Chapelle du Christ de la Miséricorde et le belvédère du Rocher La Vela.
- La Bouza: le belvédère de la Fourche.
- La Fregeneda: le belvédère de Mafeito.
- Lumbrales: le belvédère du Camp Fortifié et le belvédère de Pocito Manzano.
- Masueco: le belvédère du Rocher de l'Eau, le belvédère du Pinero et le belvédère du Pozo de los Humos.
- Mieza: le belvédère de l'Aigle, le belvédère de la Code, le belvédère du Colagón del Tío Paco, le belvédère du Curé et le belvédère du Rocher La Salve.
- Pereña de la Ribera: le belvédère de la butte de la Fontaine Sainte, le belvédère de la Chapelle de Notre-Dame-du-château et le belvédère du Pozo de los Humos.
- Saldeana: le belvédère du Moine et la Sœur et le belvédère du Huebra.
- San Felices de los Gallegos: le belvédère de la Table du Comte.
- Saucelle: le belvédère du reservoir de Saucelle, le belvédère des Janas, le belvédère de la Majada La Arena, le belvédère des Negritos, le belvédère du Peñedo, le belvédère du Picón del Moro et le belvédère du Salto.
- Sobradillo: le belvédère du Moulin et le belvédère d'El Torno.
- Trabanca: le belvédère du Somaero.
- Villarino de los Aires: le belvédère du Duero, le belvédère de la Faille, le belvédère de La Rachita et le belvédère du Coteau de Saint Christophe.
- Vilvestre: le belvédère du Château, le belvédère du Mont Gudín et le belvédère d'El Reventón de La Barca.

#### Province de Zamora
- Fariza: le belvédère du Casito de la Boiza (Mámoles), le belvédère d'Alto del Cueto (Mámoles), le belvédère des Barrancas et le belvédère de la Faille de Ribas Altas (Mámoles).
- Fermoselle: le belvédère des Ravins, les belvédère des Escaliers, le belvédère des Rochers, le belvédère du Terre-plein, le belvédère d'El Torojón, le belvédère du Château Romero, le belvédère du Château et le belvédère de Valpiojo.
- Moralina: le belvédère de l'Hullón le belvédère du Poyo.
- Torregamones: le belvédère du Fuerte Nuevo.
- Villadepera: le belvédère de Peña Centigosa, le belvédère du Pont de Requejo et le belvédère de Los Pueyos.
- Villalcampo: le belvédère de Sanciellas.
- Villar del Buey: le belvédère du Rocher du Prête (Pinilla de Fermoselle), le belvédère de Los Regatos (Fornillos de Fermoselle), le belvédère du barrage d'Almendra (Salce) et le belvédère du méandre du fleuve Duero.
- Villardiegua de la Ribera: le belvédère du Despeñadero de La Finiestra, le belvédère de La Retanja et le belvédère de Peña Redonda.